# Ayngehorn
Ayngehorn, ook Aengehorn, was een buurtschap ten noorden van Schaaphok in de gemeente Midden-Groningen. Het bevond zich in de zuidpunt van het kerspelen Woltersum in het gebied tussen Scharmer Ae (Smerige Ae) en Slochter Ae. Aan de noordkant werd het begrensd door het Westermeer. Het gebied werd omstreeks 1470 in tweeën gesneden door de aanleg van de Woltersumer Ae. Vanaf de 17e eeuw werd het gewoonlijk tot Luddeweer gerekend.
De herkomst van de naam is onduidelijk. Mogelijk werd hiermee het streekje ten noorden van Schaaphok bedoeld van waaruit Slochter en Scharmer Ae in twee verschillende richtingen stroomden. Het kan ook zijn dat de hoek van de dijk bij Schaaphok werd bedoeld, waar de Graauwedijk aansloot bij de Ritzerdijk. Het bestanddeel Ayinge- kan ontleend zijn aan een familienaam.
De buurt wordt in 1470 voor het eerst vermeld als Aynge horn en Aijnge horne. De edelman Dutmar Rengers verkocht in 1509 veertig grazen land toe Aynghehoerne en vijf grazen ten noorden daarvan die dye Uther dijck werden genoemd, aan het Klooster Ter Apel; daarna in 1515 nog eens twintig grazen by Aynghehoerne tussen de Slochter Ae en de Scharmer Ae, die bekend stonden dat Wylde landt. De voormalige kloosterboerderij wordt nu 'Eikenhorn' genoemd (Luddeweersterweg 5). Ook het Sint Helenaklooster te Scharmer, dat in 1489 werd gesticht door Dutmars vader Johan Rengers, bezat 130 deimten land onder Harkstede bij Aingehorne of Aijingehorn. Genoemd worden in 1632 onder andere het Ubbe landt, de Bonne camp, de Haver camp en de Costers mate. Andere landerijen bij Aijnge horne vielen onder Scharmer; deze 34 deimten gelegen up Scharmer Ee hadden kennelijk te kampen met wateroverlast en hoefden geen zijlschot aan het Scharmerzijlvest af te dragen. Het Fraterhuis van de Broeders van het Gemene Leven in Groningen verkreeg in 1471 een aantal landerijen suedwert op Schermpster Ee van Johan Rengers, die in 1493 werden betiteld als gelegen in de Rypemade (Rijpmapolder) onder Scharmer. Het nabijgelegen boerenerf in de bocht van het Slochterdiep dateert uit de late middeleeuwen. De bocht in het diep is te verklaren uit het feit dat men het kanaal om het huis heen moest graven.
Tijdens de Tachtigjarige Oorlog in 1593 vormden Aynge Horne en Schiltmaer belangrijke strategische punten, vermoedelijk omdat hier een belangrijke oostwest-verbinding lag.
De kerkboeken van Slochteren vermelden in 1647 een echtpaar woonachtig op Denemarcken op Ani horren, waarmee kennelijk de omgeving van Schaaphok wordt bedoeld. Bij de aanleg van het Slochterdiep in 1660 volgde men een tracé langs de Ritzerdijk tot de bocht bij Aiongehorn en vandaar in de richting van Ruischerbrug. Ter hoogte  van Aijengehorn, waar het diep bij Schaaphok de Slochter Ae kruiste, werd een til gebouwd. De provinciekaart van Starkenborgh en Visscher tekent hier kort na 1680 de buurtschap Aiengehorren. De naam Aengehorren was nog in de 19e eeuw bekend, maar raakte daarna in vergetelheid.